# Novi pazikuća
Novi pazikuća (u eng. izvorniku: The New Janitor) je bila 27. crno-bijela filmska komedija iz Keystone Studiosa u kojoj se pojavio Charlie Chaplin.

## Glume
- Charles Chaplin - Pazikuća
- Jess Dandy - Predsjednik banke
- John T. Dillon - Zli menadžer
- Al St. John - Liftboj
- Helen Carruthers - Bankarska tajnica